# Battlefield 1942
Battlefield 1942 er et computerspil, udviklet af det svenske udviklings studie Digital Illutions (DICE) og distribueret af den amerikanske spilgigant Electronic Arts, og blev udgivet i 2002.
Battlefield er en klassisk online FPS (first-person shooter), der foregår under 2. verdenskrig, og spillere fra de to fraktioner (De Allierede og Aksemagterne) skal bekæmpe hinanden i forskellige scenarier med alt fra håndvåben over kampvogne og jagerfly til hangarskibe.
Spillet tager naturligvis udgangspunkt i nogle af de allermest kendte slag fra 2. verdenskrig, deriblandt Slaget ved Kursk, Slaget om Berlin og Slaget om Omaha Beach.
Spillet understøtter op til 64 spillere på LAN (Local Area Network) eller over internettet. Spillet er meget populært blandt computerspillere, og der findes et hav af forskellige klaner, der kæmper i holdkampe over hele kloden. Der er til dato udgivet utallige modifikationer, af hvilke Desert Combat og Forgotten Hope må nævnes som de mest succesrige.
Der er udgivet to udvidelsespakker til spillet; Road to Rome og Secret Weapons of World War II.

### Nyheder
- Danske nyheder fra det danske community Arkiveret 8. august 2018 hos  Wayback Machine